# Newark (Arkansas)
Newark é uma cidade localizada no estado americano de Arkansas, no Condado de Independence.

## Demografia
Segundo o censo americano de 2000, a sua população era de 1219 habitantes.
Em 2006, foi estimada uma população de 1239, um aumento de 20 (1.6%).

## Geografia
De acordo com o United States Census Bureau, a localidade tem uma área de 4,5 km², sem área coberta por água. Newark localiza-se a aproximadamente 73 m acima do nível do mar.

## Localidades na vizinhança
O diagrama seguinte representa as localidades num raio de 24 km ao redor de Newark.